# Martin Schmitt (Fechter)
Martin Schmitt (* 30. April 1981) ist ein deutscher Degenfechter. Er ist sechsfacher deutscher Meister.

## Erfolge
Im Jahr 1998 gewann Martin Schmitt bei den Juniorenweltmeisterschaften in Valencia Silber im Einzel.
2001 erfocht er bei den Juniorenweltmeisterschaften in Danzig Bronze mit der Mannschaft.
2005 gewann Schmitt mit der Mannschaft bei den Weltmeisterschaften in Leipzig Silber.
2008 errang er bei den Europameisterschaften in Kiew Silber im Einzel.
2010 erhielt seine Mannschaft bei den Europameisterschaften in Leipzig Bronze.

### Weltcupturniere
- 2011 Coupe du monde in Legnano: Gold im Einzel

### Deutsche Meisterschaften
- 2005: Bronze im Einzel
- 2006: Gold im Einzel und Bronze mit der Mannschaft
- 2007: Gold mit der Mannschaft und Bronze im Einzel
- 2008: Gold mit der Mannschaft und Bronze im Einzel
- 2009: Silber mit der Mannschaft
- 2010: Gold im Einzel und mit der Mannschaft
- 2012: Gold mit der Mannschaft
- 2013: Bronze mit der Mannschaft